# Ранахув-Весь
Ранахув-Весь (пол. Ranachów-Wieś) — село в Польщі, у гміні Казанув Зволенського повіту Мазовецького воєводства.
Населення — 137 осіб (2011).
У 1975-1998 роках село належало до Радомського воєводства.

## Демографія
Демографічна структура станом на 31 березня 2011 року:
|          | Загалом | Допрацездатний вік | Працездатний вік | Постпрацездатний вік |
| -------- | ------- | ------------------ | ---------------- | -------------------- |
| Чоловіки | 61      | 13                 | 39               | 9                    |
| Жінки    | 76      | 21                 | 37               | 18                   |
| Разом    | 137     | 34                 | 76               | 27                   |